# Chiesa di San Pellegrino (Trecastelli)
La chiesa di san Pellegrino è la parrocchiale di Ripe, frazione-capoluogo del comune sparso di Trecastelli, in provincia di Ancona e diocesi di Senigallia; fa parte della vicaria di Mondolfo-Corinaldo.

## Storia
L'originaria pieve di Ripe risultava già esistente nell'XI secolo; essa venne riedificata verso il Quattrocento.
Nel 1643 fu realizzata la nuova chiesa; tuttavia, nel giro di pochi decenni essa si rivelò insufficiente a soddisfare le esigenze della popolazione e, così, nel 1750 si precedette alla sua demolizione.
I lavori di costruzione della parrocchiale di maggiori dimensioni iniziarono nel 1781; la struttura, sorta in una posizione diversa rispetto alla precedente chiesa, fu portata a compimento nel 1786.
Tra il 1895 e il 1899 la chiesa venne interessata da un intervento di restauro e di abbellimento; in quest'occasione si provvide inoltre a costruire la cuspide del campanile.
Nel 1968, in ossequio alle norme postconciliari, venne installato nel presbiterio l'altare rivolto verso l'assemblea. La parrocchiale fu ristrutturata e consolidata tra il 2014 e il 2016; durante questi lavori venne realizzato anche un nuovo altare.

## Descrizione

### Esterno
La facciata a salienti della chiesa, rivolta a occidente, è suddivisa da una cornice in due registri, entrambi scanditi da lesene; quello inferiore presenta centralmente il portale d'ingresso, sormontato dal timpano semicircolare, e la scritta "Patrono S. Peregrino Ep. et M. dicatum", mentre quello superiore, affiancato da volute è caratterizzato da una finestra e coronato dal frontone, in cui s'apre un oculo.
Annesso alla parrocchiale è il campanile a base quadrata, la cui cella presenta su ogni lato una monofora ed è coronata dalla guglia poggiante sul tamburo.

### Interno
L'interno dell'edificio è separato da colonne doriche sorreggenti archi a tutto sesto in tre navate, voltate a botte e sulle laterali delle quali si affacciano le cappelle; al termine dell'aula si sviluppa il presbiterio, rialzato di alcuni gradini e chiuso dall'abside di forma semicircolare, sulla cui parete s'aprono due finestre.
Qui sono conservate diverse opere di pregio, tra le quali l'organo, costruito nel 1792 da Gaetano Callido, la statua di San Pellegrino, collocata sull'altare maggiore, la tele con soggetto la Madonna del Carmine assieme ai Santi Rocco e Sebastiano, precedentemente situata nella chiesa di San Rocco, l'affresco ritraente l'Eterno Padre che contempla il Figlio e la pala raffigurante la Madonna con il Bambino e i Santi Pellegrino e Filippo Neri.